# Agyphantes sakhalinensis
Agyphantes sakhalinensis är en spindelart som beskrevs av Michael Ilmari Saaristo och Yuri M. Marusik 2004. Agyphantes sakhalinensis ingår i släktet Agyphantes och familjen täckvävarspindlar. Inga underarter finns listade i Catalogue of Life.